# Nebaghiya
Nebaghiya este o comună din departamentul Boutilimit, Regiunea Trarza, Mauritania, cu o populație de 8.165 locuitori.